# Marítimo Sport Clube
O Marítimo Sport Clube é um clube desportivo português sediado no bairro da Calheta Pêro de Teive (freguesia de São Pedro), na cidade de Ponta Delgada, na Ilha de São Miguel, Região Autónoma dos Açores. Fundado a 7 de fevereiro de 1934, o clube é eclético, tendo como principais modalidades o hóquei em patins e o futebol dispondo, contudo, de outras modalidades, como são o caso do ciclismo e do walking football. 
O seu historial em diversas modalidades e forte base de adeptos fazem do Marítimo um dos cinco clubes tradicionais de Ponta Delgada. 

## História
O Marítimo Sport Clube foi fundado em 1934 por José Carvalho Valério, António Olímpio Soares de Sousa, João Ferreira Travassos, João Carvalho Dias, António de Medeiros Ramos, Álvaro Soares do Carmo, José Domingos Cipriano, Joaquim Arruda Coutinho, José Cristiano Sousa Jr., Germano Joaquim Madeira, Paulo Baptista Vasconcelos, Urbano de Medeiros Helhazar, Álvaro Carreiro, José Hipólito de Melo e Jaime Vieira, com o objetivo de criar um clube para os habitantes locais. Os primeiros atletas do clube eram pescadores, que quando acabavam as suas atividades no antigo cais da Calheta, rumavam ao campo com o objetivo de aquando da madrugada, realizarem os treinos com a esperança de poderem ao domingo poderem participar na recém-criada equipa do Marítimo.
Embora o Marítimo Sport Clube já não desempenhe o mesmo papel agregador de outros tempos — em parte devido às transformações sociais e urbanísticas no antigo bairro —, esse declínio pode também refletir uma menor mobilização por parte das gerações mais jovens.
A sede do clube, situada na Rua da Boa Nova, foi em determinada altura ampliada com a construção de uma esplanada nas traseiras. Este espaço tornou-se um ponto de encontro cultural da comunidade, acolhendo sessões de cinema e apresentações de teatro de revista, numa altura em que havia poucas ofertas artísticas na zona. Mais tarde, neste mesmo local, foi inaugurado o Cine Marítimo, reforçando ainda mais o papel do clube na vida cultural local.
Ao longo das décadas, o Marítimo afirmou-se como uma referência no desporto micaelense, destacando-se sobretudo no hóquei em patins, ostentando como maior conquista os dois troféus da 3ª Divisão Nacional "Zona Sul" B e ainda diversas participações na 2ª Divisão Nacional "Zona Sul" e na Taça de Portugal.
No dia 4 de abril de 2025 o clube foi agraciado com a Medalha de Mérito Desportivo na cerimónia da Comemoração do 479º aniversário de Ponta Delgada, pelo seu trabalho envolvendo a formação de jovens atletas na cidade.

## Infraestruturas desportivas

### Estádio municipal Jácome Correia
O Campo Municipal Jácome Correia foi construído em 1946 e, durante muitos anos, foi o principal palco do futebol em São Miguel. Começou por ter um piso de terra batida e por lá passaram várias gerações de jogadores, tanto locais como nacionais. Além do futebol, recebeu também concertos de artistas portugueses e estrangeiros. Já no século XXI, o campo foi remodelado: as bancadas, os balneários e as casas de banho foram melhorados, e foi colocado, pela primeira vez, um relvado sintético. Com uma lotação para cerca de 1.000 pessoas, o espaço é atualmente utilizado pelos clubes da cidade de Ponta Delgada (entre eles o Marítimo), tanto em jogos como em treinos das equipas de futebol juvenil e sénior. 

### Pavilhão Municipal Carlos Silveira
O Pavilhão Municipal Carlos Silveira é um espaço dedicado à prática desportiva em Ponta Delgada. Com capacidade para cerca de 200 pessoas, tem acolhido, ao longo dos anos, treinos e competições de várias modalidades, especialmente basquetebol e hóquei em patins. É utilizado por atletas de diferentes idades, desde os escalões de formação até às equipas seniores, tendo um papel importante no desenvolvimento do desporto local. Além das provas oficiais, o pavilhão também recebe atividades escolares e eventos comunitários, sendo um espaço versátil e ao serviço da população.

## Símbolos do clube
As cores tradicionais do clube são o azul e branco (que se encontram presentes no equipamento principal), lembrando o azul do mar e o branco da espuma das águas, que batiam nas traseiras das casas da Calheta. No símbolo está presente uma bola de futebol (presente originalmente no símbolo do FC Porto, clube da qual é a filial nº22), o brasão da cidade de Ponta Delgada, as iniciais MSC (Marítimo Sport Clube) e um arpão e remo, referência aos muitos pescadores que vivem na zona onde o clube foi fundado, a Calheta. É carinhosamente apelidado de "Marítimo da Calheta" ou "Os Azuis da Calheta", em referência ao bairro de origem e às cores que representam o clube.
O hino do clube, "Força azul" foi escrito e interpretado por Ana Cláudia e Pedro Nunes.

## Redes Sociais
O Marítimo Sport Clube tem as suas principais contas no Facebook e Instagram. Uma conta principal, dedicada ao clube em geral, mas focando-se no futebol, hóquei em patins e walking football e uma conta dedicada à modalidade de ciclismo do clube.

#### Facebook
- Conta principal
- Conta do ciclismo

#### Instagram
- Conta principal

## Rivalidades
O Marítimo Sport Clube tem como principais rivais o Hóquei Clube PDL, o Clube União Micaelense, o Clube Operário Desportivo e o Clube Desportivo Santa Clara. 

### Dérbi de Ponta Delgada
No hóquei em patins, o Marítimo SC mantém uma rivalidade com o Hóquei Clube de Ponta Delgada (HCPDL). Estes dois clubes enfrentam-se várias vezes, tanto nos seniores masculinos, como nos escalões de formação. Um dos confrontos mais marcantes aconteceu na temporada 2023/2024, quando as equipas se defrontaram no Campeonato Nacional da 3ª Divisão "Zona Sul" B.
A rivalidade começou em 2012, quando o Hóquei Clube de Ponta Delgada foi fundado, dois anos depois de o Marítimo SC ter aberto a sua secção de hóquei em patins. Desde então, os dois clubes passaram a ser os únicos de Ponta Delgada a praticar esta modalidade, depois de clubes como a União Micaelense e o Santa Clara terem encerrado as suas secções de hóquei.
Nos anos seguintes, os dois clubes disputaram os títulos nos escalões de formação, com destaque para o HCPDL, que conseguiu superiorizar-se a partir de 2019. No entanto, a nível sénior, o Marítimo SC sempre teve uma melhor participação nos campeonatos nacionais.

## Hóquei em Patins

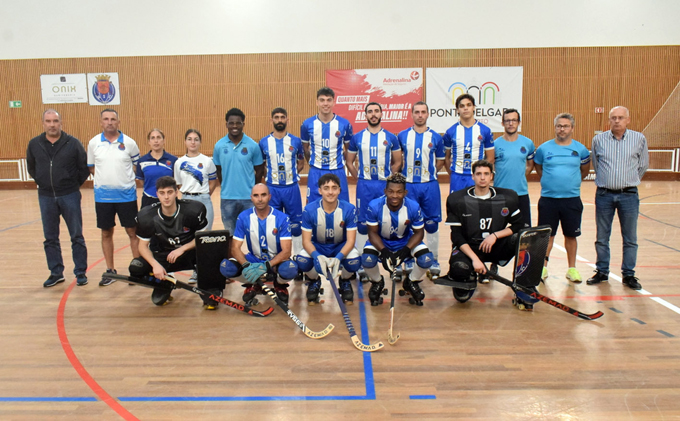
Equipa do Marítimo que disputou a Segunda Divisão Zona Sul de Hóquei em Patins Sénior Masculino na temporada 2024/2025

O Marítimo Sport Clube é amplamente reconhecido pelo seu historial no hóquei em patins. 
Com o encerramento do escalão se seniores masculinos no final da época 2024/2025 (ainda com direito a competir na 3ª divisão nacional) por causa de problemas financeiros, o clube continuou a apostar fortemente na formação, contando com equipas nos escalões de:
- Escolares
- Sub-13
- Sub-15
- Sub-17[12]

### Histórico de participações nos campeonatos nacionais seniores masculinos
Atualizado de acordo com artigos do correiodosacores.ptt a 17 de agosto de 2025.
| Época     | Competição                                | Classificação | Resultado  |
| --------- | ----------------------------------------- | ------------- | ---------- |
| 2012/2013 | Apuramento do campeão regional dos Açores | 1º1           | Promovido  |
| 2013/2014 | III Divisão Zona Sul "B"                  | 1º2           | Promovido  |
| 2014/2015 | II Divisão Zona Sul                       | 5º            | Manutenção |
| 2015/2016 | II Divisão Zona Sul*                      | *             | *          |
| 2016/2017 | II Divisão Zona Sul*                      | *             | *          |
| 2017/2018 | II Divisão Zona Sul*                      | *             | *          |
| 2018/2019 | II Divisão Zona Sul*                      | *             | *          |
| 2019/2020 | II Divisão Zona Sul*                      | *             | *          |
| 2020/2021 | II Divisão Zona Sul*                      | *             | *          |
| 2021/2022 | II Divisão Zona Sul                       | 9º            | Manutenção |
| 2022/2023 | II Divisão Zona Sul                       | 13º           | Rebaixado  |
| 2023/2024 | III Divisão Zona Sul "B"                  | 1º            | Promovido  |
| 2024/2025 | II Divisão Zona Sul                       | 13º           | Rebaixado  |

Notas: 1 O Marítimo foi o segundo classificado na competição, terminando com a mesma pontuação do campeão União Micaelense que decidiu encerrar a modalidade, dando assim ao Marítimo o acesso à III divisão.
2Na fase de apuramento do campeão da III divisão, o Marítimo SC foi segundo classificado, com 7 pontos, sagrando-se campeão o Centro Recreativo Taipense, das Taipas, Guimarães, somando 9 pontos. O Atlético Sismaria foi último com 1 ponto.

### Palmarés
| Nacionais                      | Nacionais                                       | Nacionais | Nacionais                                                        |
| Competição                     | Competição                                      | Títulos   | Época/s                                                          |
| ------------------------------ | ----------------------------------------------- | --------- | ---------------------------------------------------------------- |
| Ficheiro:3d-pt-zonasulB.png    | Campeonato Nacional da III Divisão "Zona Sul" B | 2         | 2012/2013, 2023/2024                                             |
| Regionais (Açores)             |                                                 |           |                                                                  |
| Competição                     | Competição                                      | Títulos   | Época/s                                                          |
|                                | Campeonato Regional                             | 2         | 2011/2012, 2018/2019                                             |
| Regionais (Ilha de São Miguel) |                                                 |           |                                                                  |
| Competição                     | Competição                                      | Títulos   | Época/s                                                          |
|                                | Campeonato de São Miguel                        | 4         | 2012/2013, 2020/2021, 2021/2022, 2022/2023                       |
|                                | Taça APSM                                       | 2         | 2022/2023 2023/2024                                              |
|                                | Torneio de Abertura da APSM                     | 6         | 2015/2016, 2016/2017, 2020/2021, 2021/2022, 2023/2024, 2024/2025 |
|                                | Torneio de Encerramento da APSM                 | 5         | 2012/2013 2015/2016 2021/2022 2022/2023 2023/2024                |
| TOTAL                          | TOTAL                                           | 21        | 2 Nacionais, 2 Região Autónoma dos Açores, 17 Ilha de São Miguel |

#### Conquistas de torneios particulares
Torneio Cidade de Ponta Delgada: 2013/2014 2015/2016 2016/2017
Taça 60 Anos da APPD: 2013/2014
Torneio Manuel Francisco: 2020/2021 2022/2023
Torneio APSM: 2020/2021
Torneio Esperança: 2020/2021

##### Campanhas de destaque
2º lugar Apuramento do Campeão Nacional da III Divisão: 2012/2013 2023/2024
5º lugar Campeonato Nacional da II Divisão - "Zona Sul": 2013/2014
2º lugar Torneio Cidade Ponta Delgada: 2021/2022 2022/2023 2024/2025

## Futebol
O Marítimo Sport Clube mantém uma secção ativa de futebol de formação, com escalões que abrangem idades desde os 5 até aos 19 anos. Estes escalões permitem uma progressão contínua no desenvolvimento dos atletas e incluem: 
- Petizes
- Traquinas
- Benjamins
- Infantis
- Iniciados
- Juvenis
- Juniores[48]

O clube participa regularmente em competições organizadas pela Associação de Futebol de Ponta Delgada.
Da formação do clube saíram jogadores como Nélson "Minhoca" Alexandre Farpelha Estrela, Paulo Henrique Rodrigues Cabral e Bernardo Mateus.

### Seniores masculinos
O Marítimo Sport Clube já contou com uma equipa de futebol sénior masculina, que participou em várias edições do Campeonato da Associação de Futebol de Ponta Delgada (AFPD) e em competições nacionais, como a Terceira Divisão. Durante a sua história, o clube alcançou várias conquistas e foi uma presença marcante no futebol da região.
No entanto, na época 2023/2024, o Marítimo SC decidiu descontinuar a sua equipa sénior masculina, anunciando a sua desistência de participar nas competições organizadas pela Associação de Futebol de Ponta Delgada (AFPD). Esta decisão reduziu o número de clubes participantes na competição, que passou a contar com nove equipas: CF Vasco da Gama, FC Vale Formoso, Águia dos Arrifes, CD Oliveirenses, Santiago FC, CD Santo António, Vitória do Pico da Pedra, União Micaelense e Benfica Águia.

### Palmarés
| Regionais (Ilha de São Miguel) | Regionais (Ilha de São Miguel) | Regionais (Ilha de São Miguel) | Regionais (Ilha de São Miguel)                            |
| Competição                     | Competição                     | Títulos                        | Época/s                                                   |
| ------------------------------ | ------------------------------ | ------------------------------ | --------------------------------------------------------- |
|                                | Campeonato de São Miguel       | 7                              | 1941/42 1953/54 1954/1955 1972/73 1973/74 1997/98 2007/08 |
| TOTAL                          | TOTAL                          | 7                              | 7 Ilha de São Miguel                                      |

##### Campanhas de destaque
Duas presenças na série Açores do Campeonato Nacional da Terceira Divisão de Seniores masculinos

## Walking football
O Marítimo Sport Clube desenvolve a modalidade de Walking Football, uma variante adaptada do futebol tradicional destinada a pessoas com mais de 50 anos ou com mobilidade reduzida. A equipa participa regularmente em encontros regionais e ações formativas promovidas pela Federação Portuguesa de Futebol, contribuindo para o crescimento da modalidade nos Açores e incentivando a prática desportiva inclusiva e intergeracional.

## Ciclismo
O Marítimo Sport Clube mantém uma equipa de ciclismo que participa ativamente em competições regionais nos Açores, com destaque para a Taça de São Miguel de Cross Country Olímpico (XCO). O clube tem alcançado resultados relevantes, tanto em pódios coletivos como individuais, e está envolvido na promoção do ciclismo na ilha de São Miguel através da organização e apoio a eventos locais.
Em 2024, a equipa conquistou o segundo lugar por equipas na quarta prova da Taça de XCO, realizada no Parque Urbano de Ponta Delgada, onde o atleta Lourenço Cymbron também se sagrou campeão na categoria Master 40. O clube teve ainda um papel ativo na organização do circuito da prova final da Taça, no Pinhal da Paz.
Em edições anteriores, os ciclistas do Marítimo Sport Clube também se destacaram: na Taça de São Miguel de XCO de 2021, Mário Miguens venceu na categoria Elites/Sub-23, enquanto Lourenço Cymbron e Ricardo Lopes obtiveram classificações de relevo na categoria Master 30. A equipa é composta por atletas de várias categorias, como elites e masters.

## Títulos

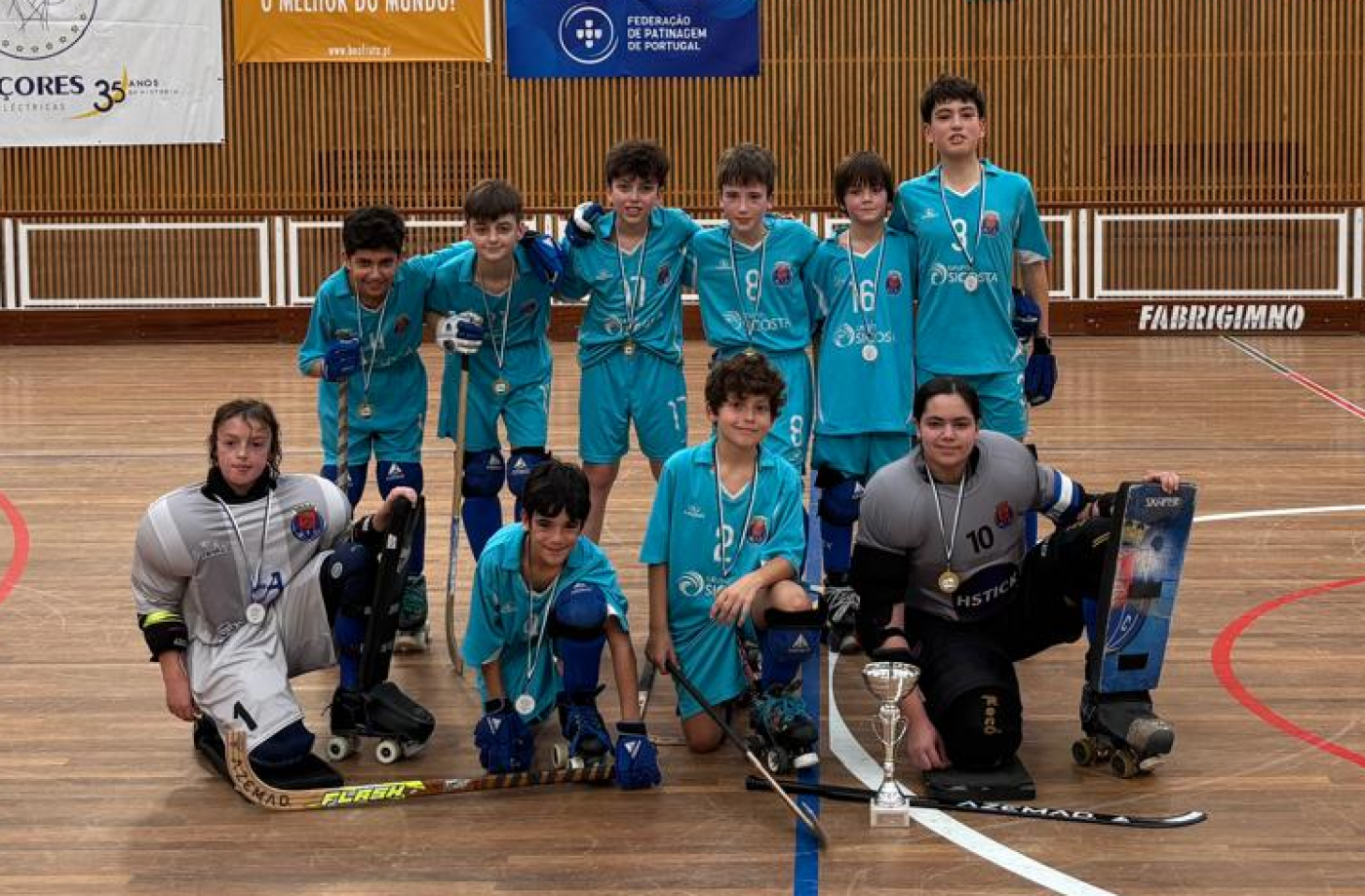
Bicampeões São Miguel de Sub-13 (2024/2025)

###### Hóquei em Patins Sub-13

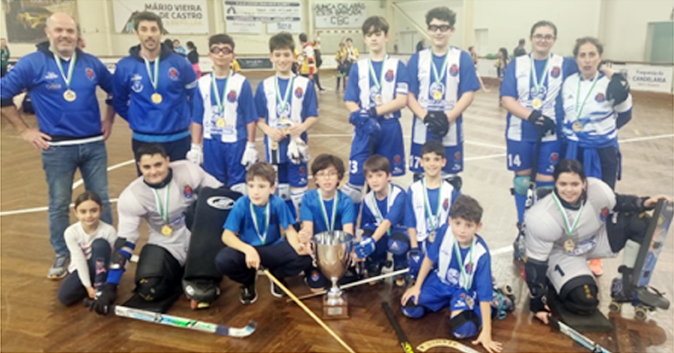
Campeões Regionais de Sub-13 pela primeira vez (2023/2024)

Bicampeões Regionais de Sub-13 a levantar a taça em 2024/2025

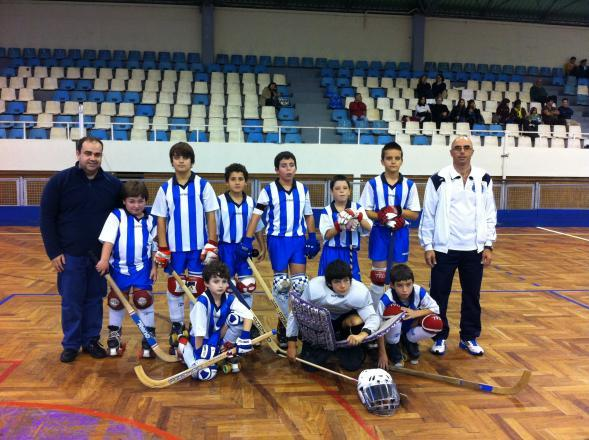
Vencedores Torneio de Abertura Sub-13 2012/2013

Campeonato São Miguel: 2012/2013 2013/2014 2014/2015 2023/2024 2024/2025
Taça APSM: 2012/2013 2013/2014 2014/2015 2023/2024 2024/2025
Taça Esperança: 2011/2012
Campeonato Regional 2023/2024 2024/2025
Torneio de Abertura: 2012/2013 2013/2014 2014/2015 2018/2019 2023/2024 2024/2025
Torneio de Encerramento: 2014/2015 2017/2018 2018/2019 2023/2024 2024/2025
Torneio Manuel Francisco: 2012/2013 2013/2014 2014/2015 2023/2024 2024/2025
Torneio Cidade Ribeira Grande: 2024/2025

###### Hóquei em Patins Sub-15
Campeonato Regional: 2014/2015 2015/2016 2016/2017

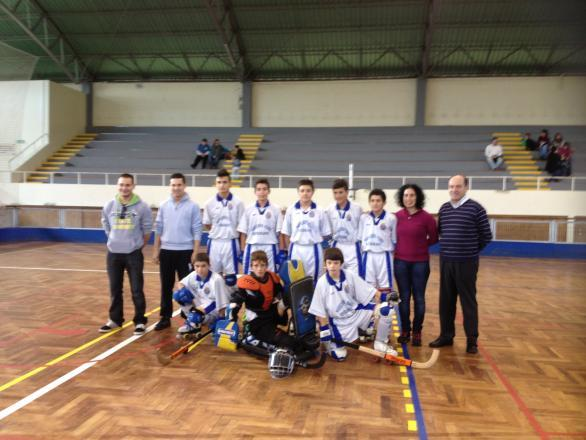
Bicampeões de São Miguel Sub-15 (2014/2015)

Campeonato São Miguel: 2013/2014 2014/2015 2015/2016 2016/2017 2024/2025
Taça APSM: 2014/2015 2015/2016 2016/2017 2018/2019 2024/2025
Torneio de Abertura: 2015/2016 2016/2017 2019/2020
Torneio de Encerramento: 2014/2015 2015/2016 2016/2017 2024/2025
Torneio Cidade Ribeira Grande: 2024/2025 
Taça Amizade: 2013/2014

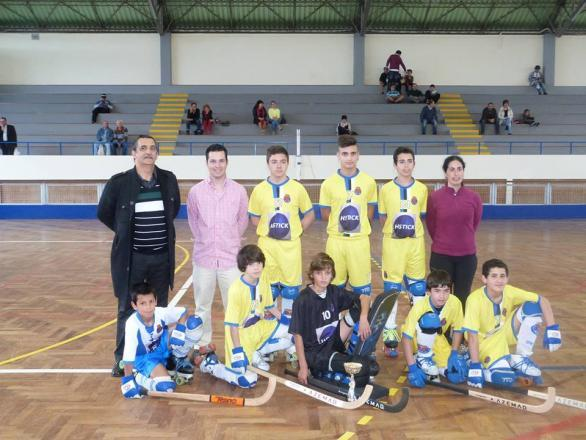
Campeões regionais de sub-15 (2014/2015)

Torneio Manuel Francisco: 2015/2016 2016/2017

###### Hóquei em Patins Sub-17
Campeonato São Miguel: 2015/2016 2016/2017 2017/2018 2018/2019
Campeonato Regional: 2015/2016 2016/2017 2017/2018 2018/2019
Torneio de Abertura: 2015/2016 2016/2017 2017/2018 2018/2019
Taça APSM: 2015/2016 2016/2017 2017/2018 2018/2019
Torneio de Encerramento: 2015/2016 2016/2017 2017/2018 2018/2019

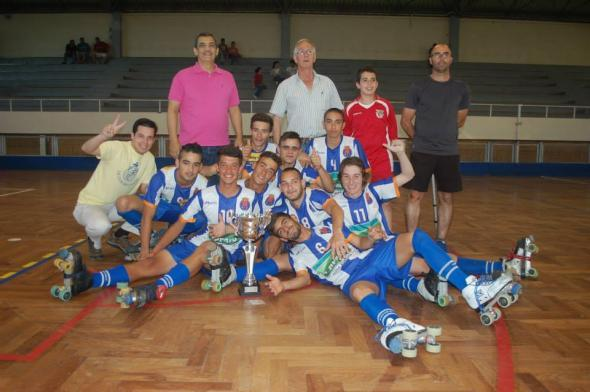
Equipa Tricampeã regional de Sub-19 em 2013/2014

Torneio Manuel Francisco: 2015/2016 2016/2017

###### Hóquei em Patins Sub-19
Campeonato Regional: 2011/2012 2012/2013 2013/2014 2019/2020
Campeonato São Miguel: 2012/2013 2013/2014
Taça APSM: 2012/2013 2013/2014

Torneio de Encerramento: 2011/2012 2012/2013 2013/2014

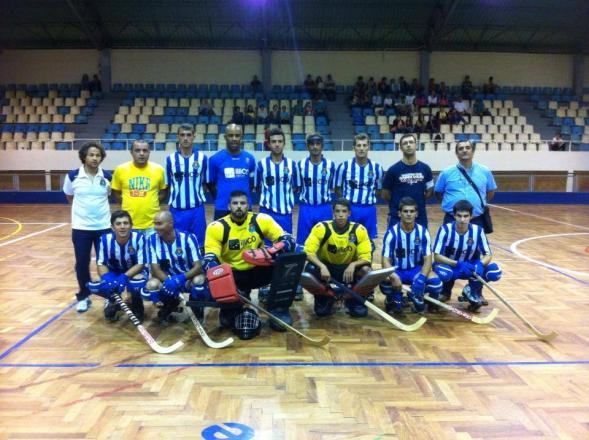
Equipa vencedora do Torneio Cidade de Ponta Delgada e participantes na 2ª Divisão Nacional Zona Sul em 2013/2014

##### Campanhas de destaque Hóquei em Patins:
4º lugar Apuramento Regiões Autónomas Sub13: 2023/2024
2º lugar Campeonato Regional Sub-15: 2013/2014 2024/2025
2º lugar Campeonato de São Miguel Sub-15: 2023/2024

###### Futebol Sub-15
Campeonato Regional: 2000/2001 2006/2007

###### Futebol Sub-17
Campeonato Regional: 2007/2008

###### Futsal Sénior Masculino
Campeonato São Miguel: 